# Scallasis
Scallasis is een geslacht van kreeftachtigen uit de klasse van de Malacostraca (hogere kreeftachtigen).

## Soort
- Scallasis amboinae Spence Bate, 1888